# Acoperiș
Un acoperiș este partea care acoperă o clădire sau o structură, fiind în același timp partea superioară a acesteia. Acoperișul protejează clădirea și componentele sale de efectele vremii. Structurile care necesită acoperișuri pot varia de la o cutie poștală la un stadion și de la o locuință la o catedrală.
În numeroase locuri pe Pământ, un acoperiș protejează în primul rând de efectele ploii. În funcție de natura clădirii sau structurii, acoperișurile pot proteja clădirea de căldură, soare, frig sau vânt. Alte tipuri de structuri, așa cum ar fi o seră, protejează structura de frig și intemperii, dar este special concepută pentru a lăsa lumina soarelui să pătrundă la maximum. O verandă este proiectată astfel încât protejează contra luminii, dar permite exercitarea acțiunii altor elemente ale naturii.
Caracteristicile unui acoperiș depind de scopul destinat al clădirii sau structurii pe care o protejează, dar și de geografia locală. Astfel, tradițiile locale, materialele existente, practicile și legile locale sunt limitări care determină designul arhitectural precum și construcția propriu zisă.
Elementele componente ale unui acoperiș sunt: versantul, creasta sau coama orizontală, muchia sau coama înclinată, dolia, pazia, streașina, frontonul, teșitura, lucarna.
Elementele urmărite în realizarea proiectului unui acoperiș sunt:
- materialele
- construcția
- durabilitatea

Materialul de fabricație a unui acoperiș poate varia de la frunze de bananier, paie sau iarbă de mare la sticlă laminată, plăci semifabricate și foi de aluminiu. În multe zone ale lumii țiglele au fost pentru secole și au rămas materialul predominant pentru acoperiri de case. Ardezia, de asemenea a fost (și încă mai este în unele zone) un material foarte popular pentru acoperișuri. În Europa, din anii 1870 până la Primul Război Mondial, a avut loc un „boom al ardeziei”. În Franța, la nord de Loara, cele mai multe acoperișuri sunt din ardezie.

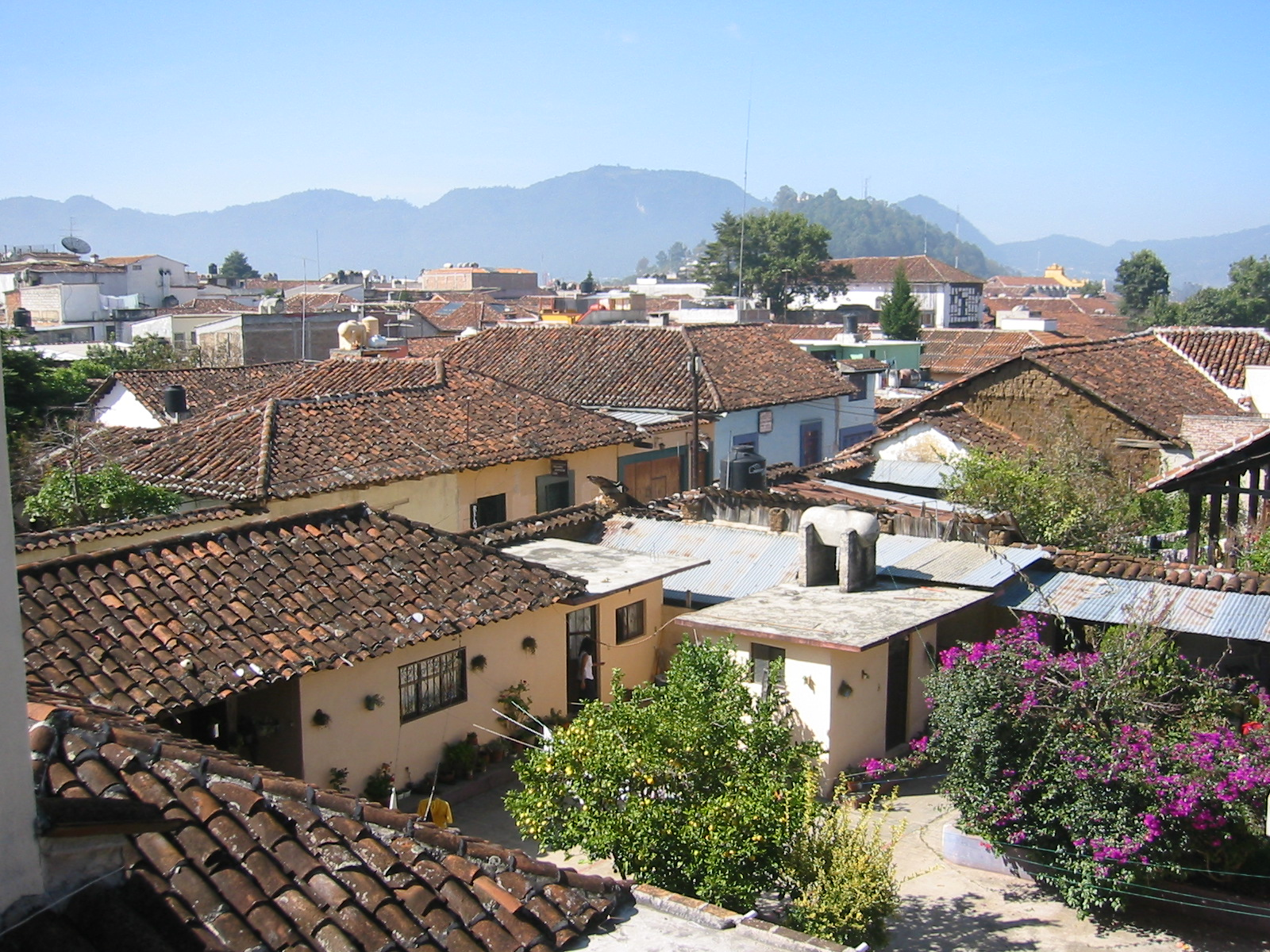
Acoperișurile clădirilor dintr-un cartier al orașului San Cristobal de las Casas, statul Chiapas, Mexic.

Rezistența acoperișului este importantă, întrucât acesta este deseori partea cea mai puțin accesibilă a unei clădiri în cazul reparațiilor și renovărilor; în același timp, stricăciunile sau distrugerea acestuia poate avea efecte devastatoare.

## Etimologie
Substantivul românesc acoperiș este un derivat al verbului acoperi + sufixul -iș. Verbul românesc a acoperi, acoperire este moștenit din latină acco(o)perīre, care este un derivat al verbului latin operiō, operīre, operuī, opertum, „a acoperi”.

## Formă

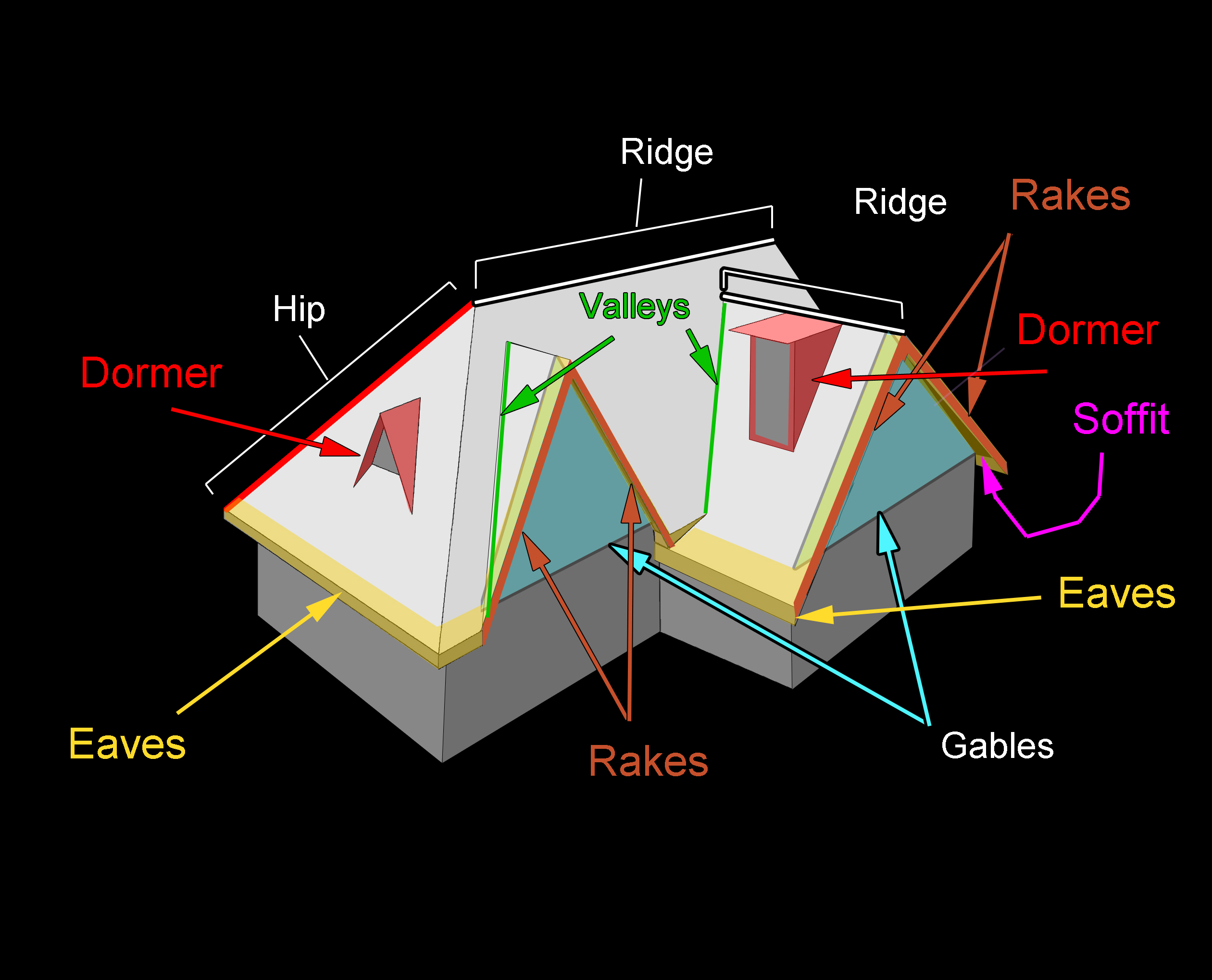
Terminologia unor părți ale acoperișului

Forma acoperișurilor diferă foarte mult de la o regiune la alta. Principalii factori care influențează forma acoperișurilor sunt clima și materialele disponibile pentru structura acoperișului și acoperirea exterioară.
Formele de bază ale acoperișurilor sunt plane, monostabile, pliabile, înfipte, fluture, arcuite. Există numeroase variații ale acestor tipuri. Acoperișurile construite din secțiuni plane care sunt înclinate sunt denumite acoperișuri înclinate (în general, dacă unghiul depășește 10 grade).  Acoperișurile înclinate, incluzând acoperișurile de tip gabled, hipped și skillion, reprezintă cel mai mare număr de acoperișuri interne. Unele acoperișuri urmează forme organice, fie prin design arhitectural, fie datorită faptului că în construcții a fost utilizat un material flexibil.

## Materiale

### Tradiționale
Materialele cele mai utilizate sunt:
- Pentru șarpantă:
  - lemnul
  - oțelul,
  - betonul armat.

- Pentru învelitoare:
  - țiglele,
  - plăci de ardezie,
  - șindrilă de lemn sau de asfalt,
  - oțelul,
  - plăcile de zinc sau în unele țări plăci de plumb,
  - cuprul, care după câțiva ani primește o tentă verzuie sau se înnegrește,
  - aurul, folosit pentru acoperirea unor catedrale sau biserici
  - tabla ondulată,
  - fibro-ciment,
  - materialele plastice (fibre sintetice).
  - bitumul sau asfaltul (aplicat la 500° C, sub formă lichidă)
  - membrane elastomer (sudate la flacără, bitum în rulouri)
  - EPDM (membrană de cauciuc)
  - PVC
  - termoplastic poliolefină (TPO)
  - Ethylene Copolymer Bitumen⁠(en)[traduceți] (ECB), membrană compatibilă cu bitumul, fără plastifianți sau halogenați, lansată pe piață în 1968 [6]
  - Etilen-acetat de vinil (EVA)
  - paie
  - stuf

- În trecut au fost folosite și alte materiale:
  - paie,
  - pietre,
  - șiță
  - lemn tradițional.

### Moderne
Cu utilizarea betonului și a structurii „stâlp plus dală”, acoperișul în sens de structură specifică nu mai există. 
În unele arhitecturi, de exemplu cele în formă de geod cu umpluturi ale structurii cu materiale umflate, nu se mai distinge acoperișul de ziduri, nici prin formă, nici prin materiale.

### Acoperiș vegetal
Acoperișul vegetal, tradițional în mai multe țări scandinave și europene, este din ce în ce mai răspândit, îndeosebi în Germania.

## Funcții

### Izolație
Deoarece scopul acoperișului este de a proteja oamenii și posesiunile acestora de elementele climatice, proprietățile izolatoare ale unui acoperiș sunt o considerație în structura și alegerea materialului de acoperiș.
Unele materiale de acoperire, în special cele din materiale naturale fibroase au proprietăți izolate excelente. Pentru cei care nu fac asta, izolarea suplimentară este adesea instalată sub stratul exterior. În țările dezvoltate majoritatea locuințelor au un plafon instalat sub elementele structurale ale acoperișului. Scopul unui plafon este izolarea împotriva căldurii și a frigului, a zgomotului, a murdăriei și adesea de la excrementele și păduchii de păsări care aleg frecvent acoperișurile ca locuri de cuibărit.

### Drenaj
Treaba principală a celor mai multe acoperișuri este de a ține apă. Suprafața mare a unui acoperiș respinge multă apă care trebuie îndreptată într-un mod adecvat, astfel încât să nu provoace daune sau inconveniente.
Acoperișul plat al locuințelor are în general o pantă foarte ușoară. Într-o țară din Orientul Mijlociu, unde acoperișul poate fi folosit pentru recreere, acesta este adesea zidit și trebuie prevăzute găuri de scurgere pentru a opri apa de la piscină și de a se scurge prin materialul poros de acoperiș.
Apa respinsă de acoperiș în timpul unei furtuni este potențial dăunătoare clădirii pe care o protejează acoperișul. Dacă se scurge pe pereți, se poate scurge în mortar sau prin panouri. Dacă se află în jurul fundațiilor, aceasta poate provoca infiltrații în interior, creșterea putregaiului umed sau uscat. Din acest motiv, majoritatea clădirilor dispun de un sistem care să protejeze pereții unei clădiri de cea mai mare parte a apei pe acoperiș. În acest scop se folosesc în mod obișnuit streașinile. Cele mai multe acoperișuri moderne și multe vechi au sisteme de văi, jgheaburi, cârje de apă, capuri de apă și conducte de scurgere pentru a elimina apa din vecinătatea clădirii. În multe părți ale lumii, apa de pe acoperiș este colectată și depozitată pentru uz casnic.

### Acoperișuri solare
Sistemele mai noi includ șindrilele solare care generează energie electrică, precum și acoperișul. Există de asemenea sisteme solare disponibile care generează apă caldă sau aer cald și care poate acționa și ca acoperire de acoperiș. Sistemele mai complexe pot îndeplini toate aceste funcții: să genereze energie electrică, să recupereze energia termică și de asemenea să acționeze ca o acoperire a acoperișului.
Sistemele solare pot fi integrate cu acoperișuri prin:
- integrarea în acoperirea acoperișurilor înclinate, de ex. șindrile solare.
- montarea pe un acoperiș existent, de ex. panou solar pe un acoperiș de țiglă.
- integrarea într-o membrană de acoperiș plană utilizând sudură termică, de ex. PVC.
- montarea pe un acoperiș plat cu o construcție și o greutate suplimentară pentru a preveni creșterea de vânt.

## Galerie de imagini

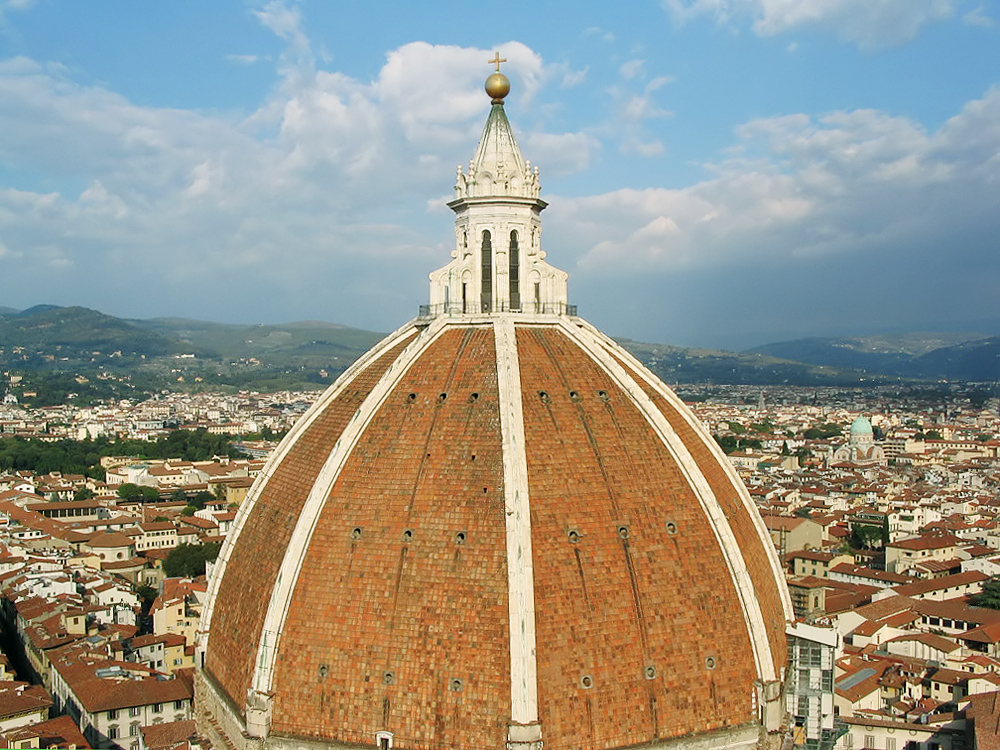
Plăcile domului Catedralei din Florența, Italia
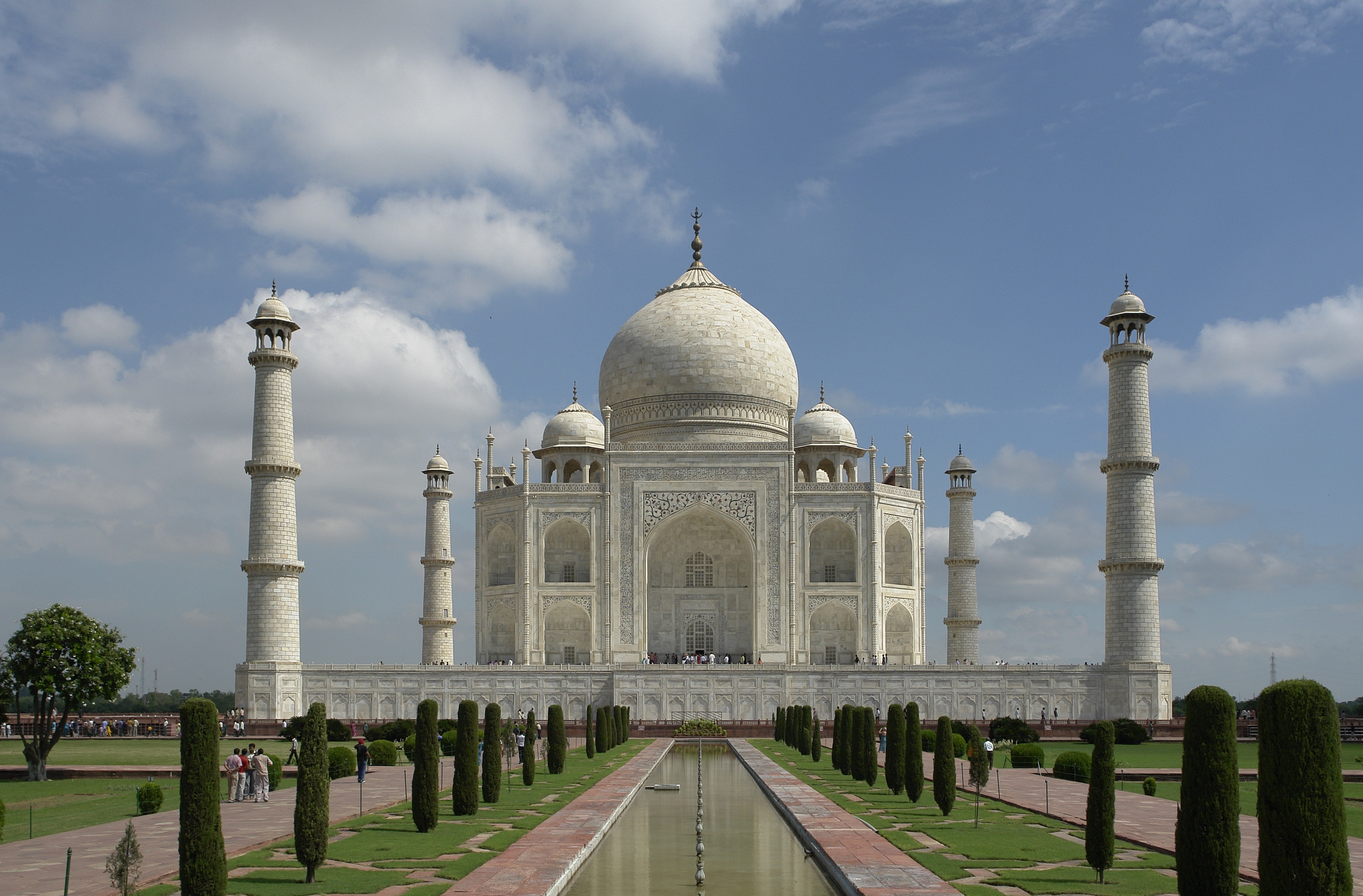
Domul de marmură al Taj Mahal
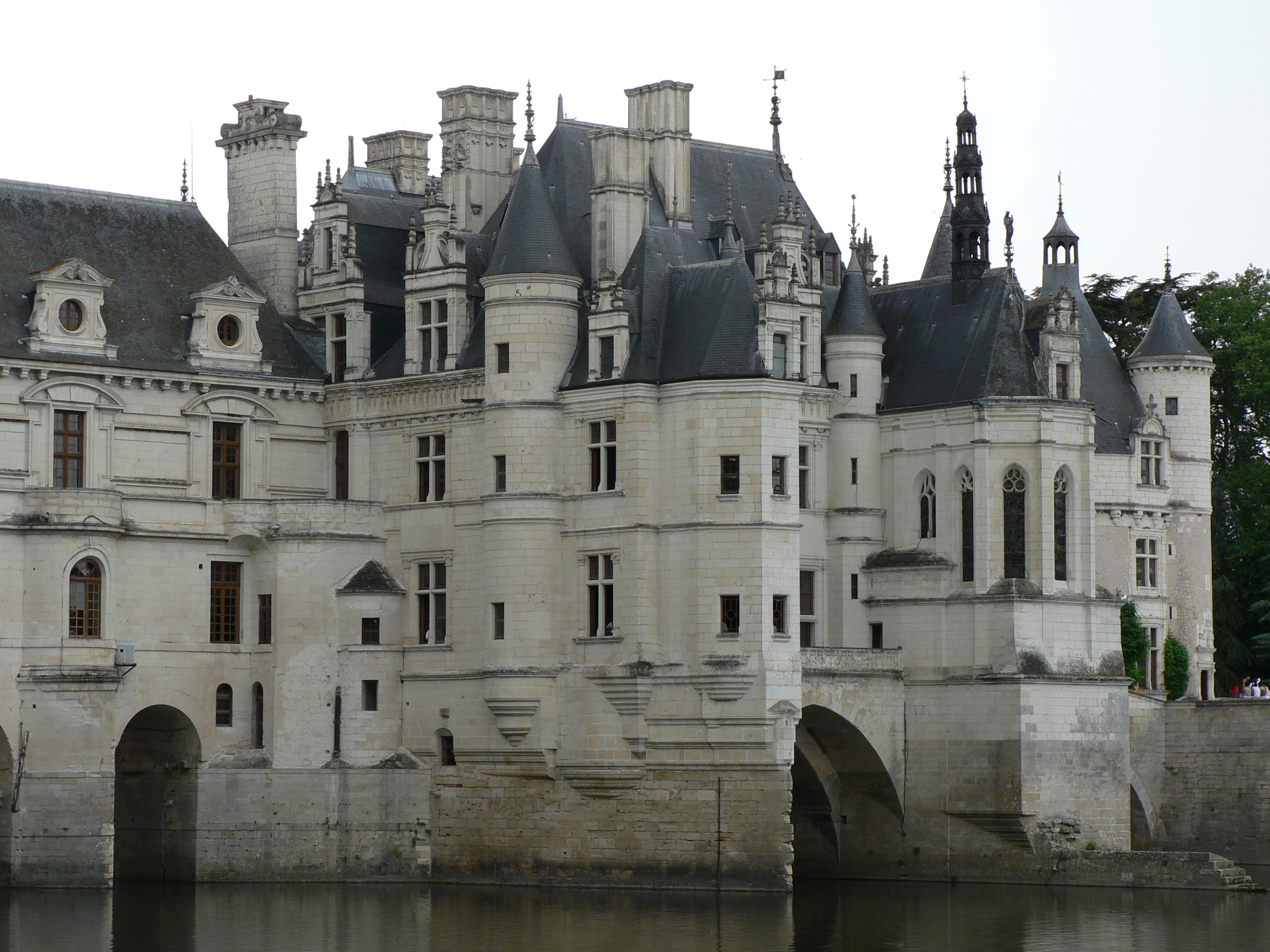
Acoperișul de ardezie al Castelului Chenonceau, pe Valea Loarei, în Franța.
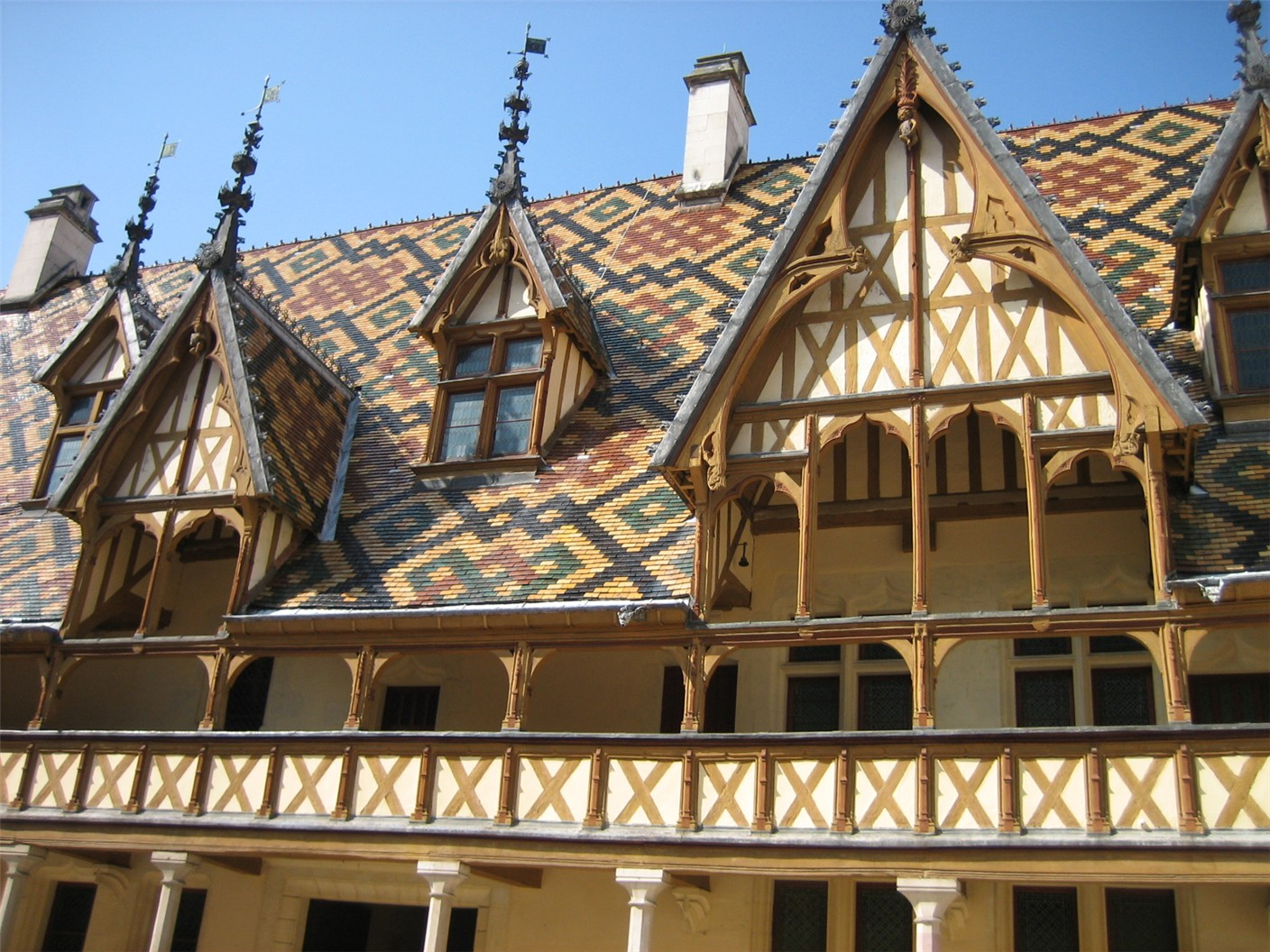
Țigle policrome la Hospices de Beaune / Hôtel-Dieu de Beaune, Franța.
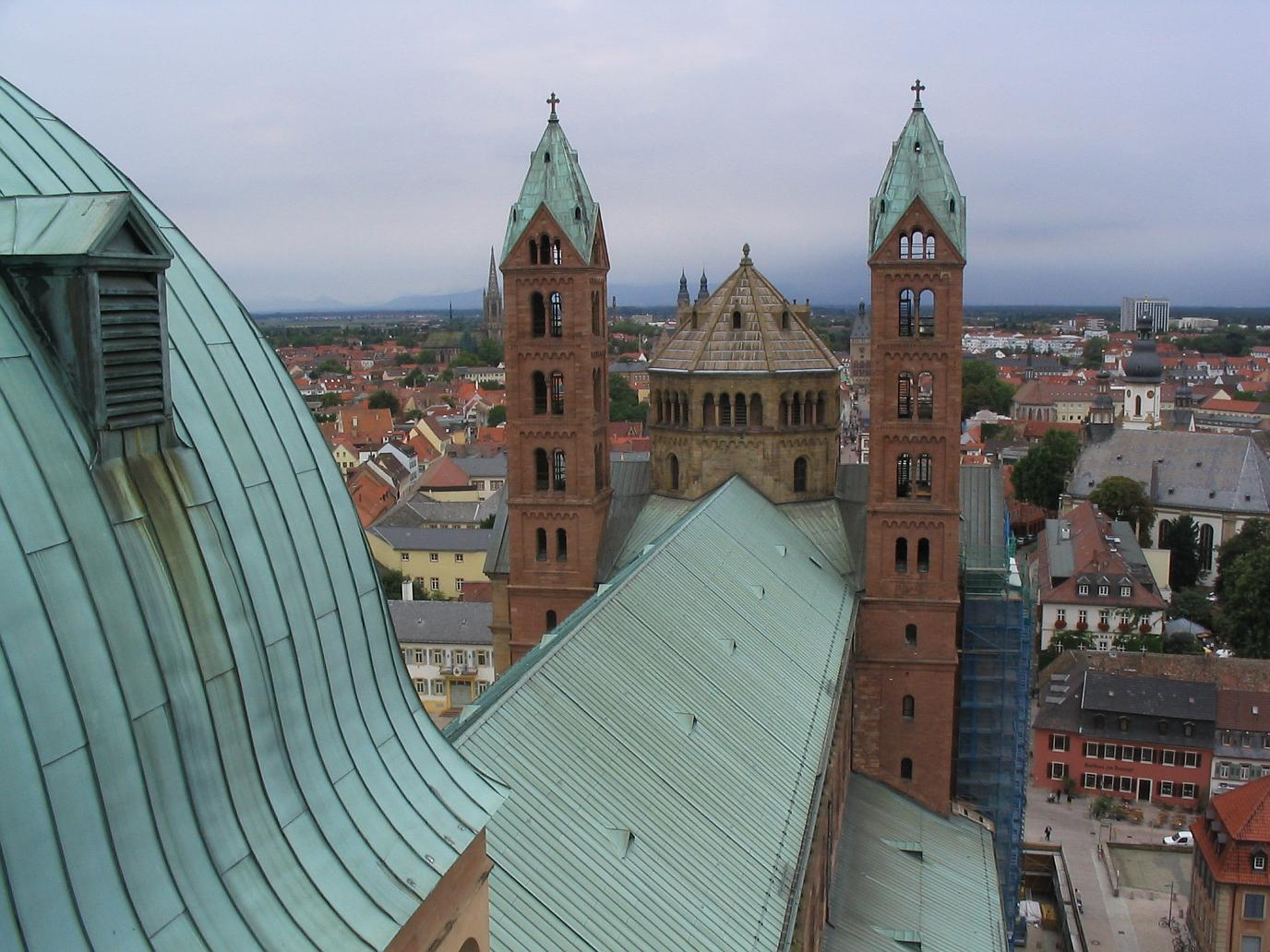
Acoperișul de cupru al Catedralei din Speyer, Germania. photo Wolfi.
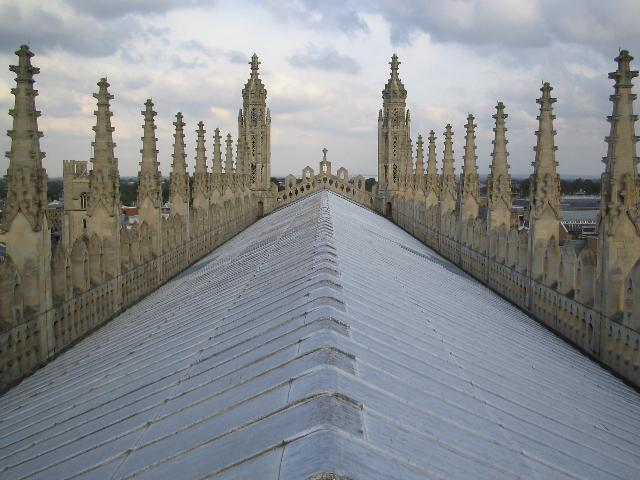
Acoperișul de plumb al King's College Chapel, Anglia.
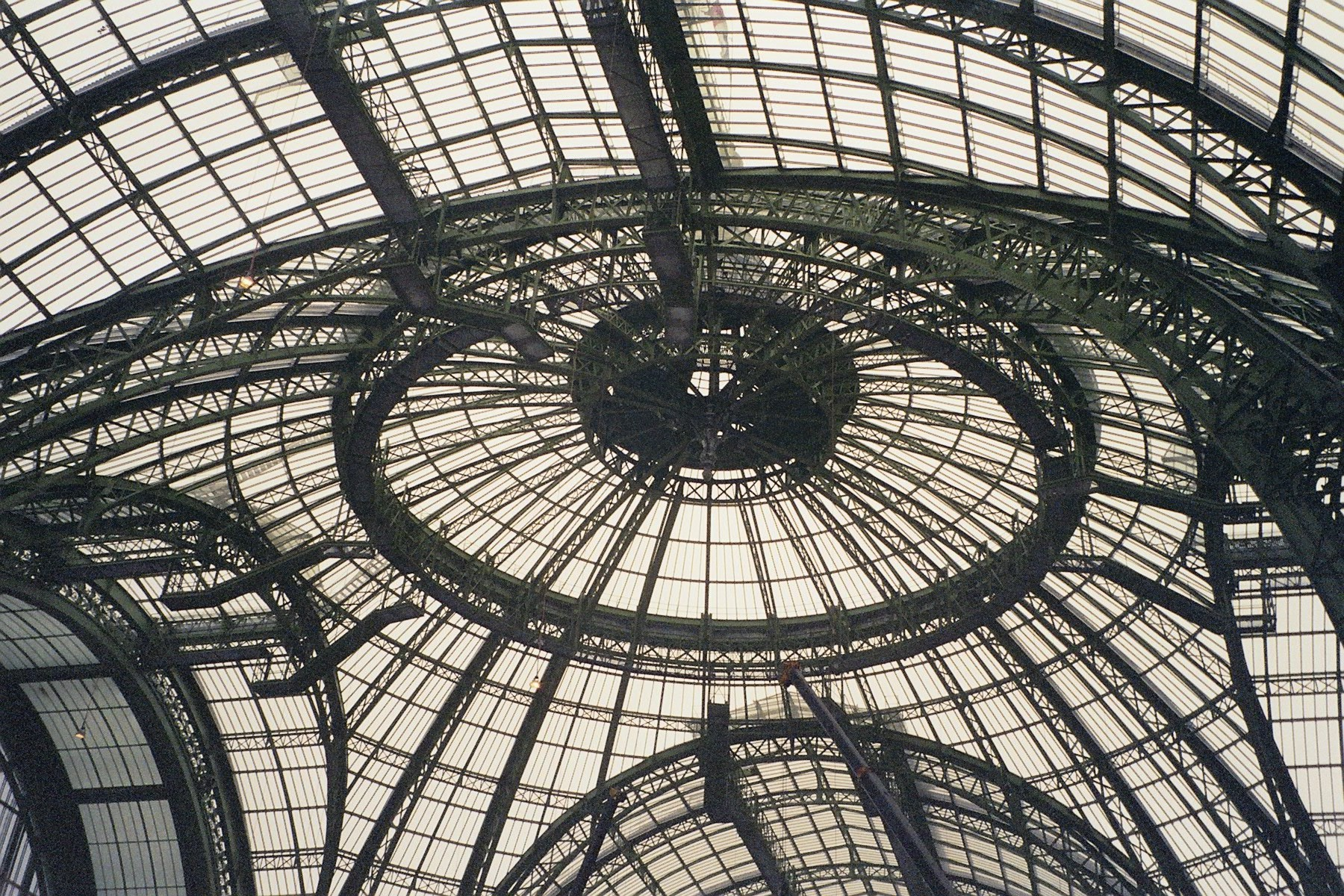
Acoperișul de sticlă al Grand Palais, Paris.
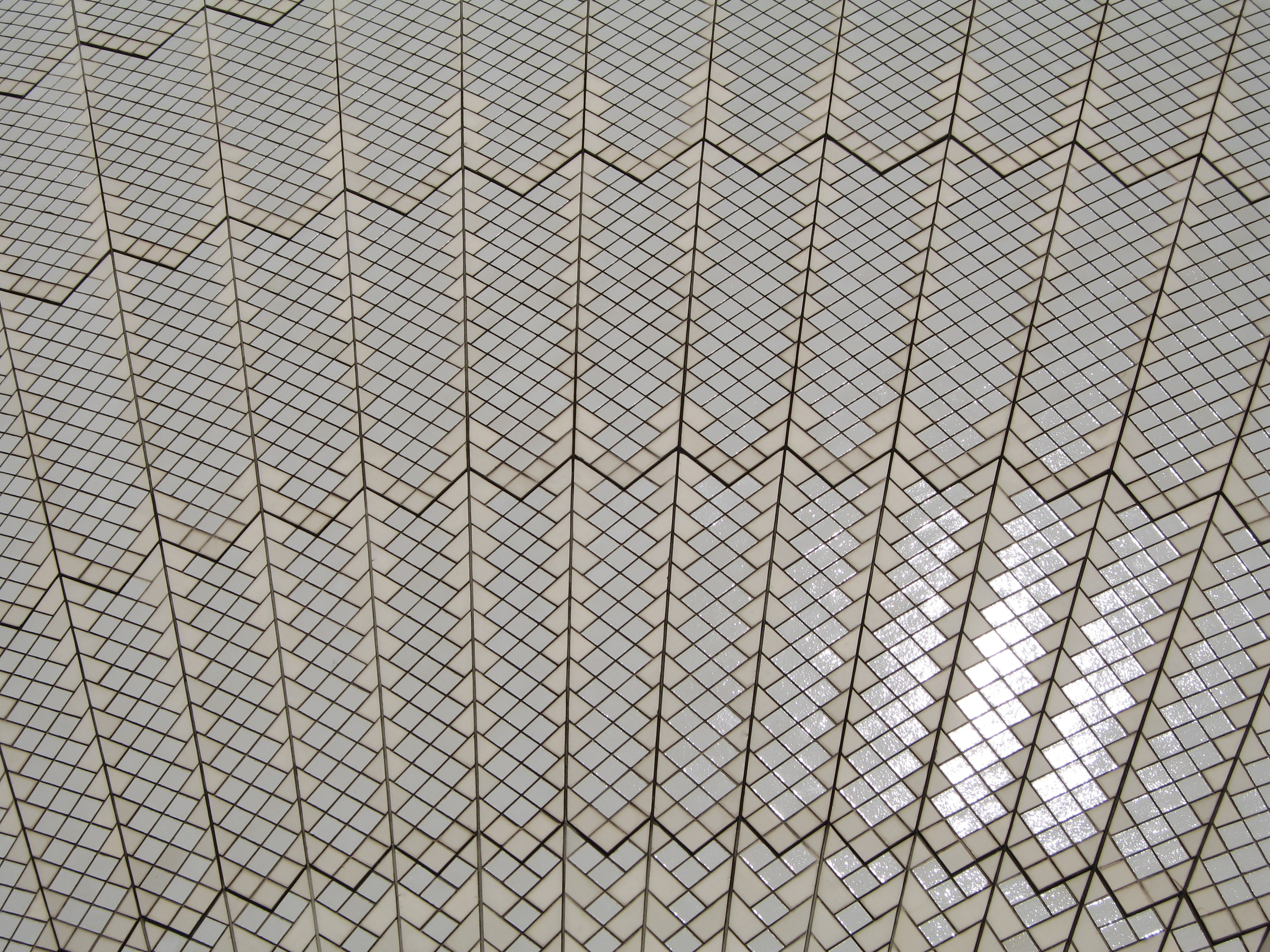
Țiglele ceramice glazurate la Sydney Opera House.
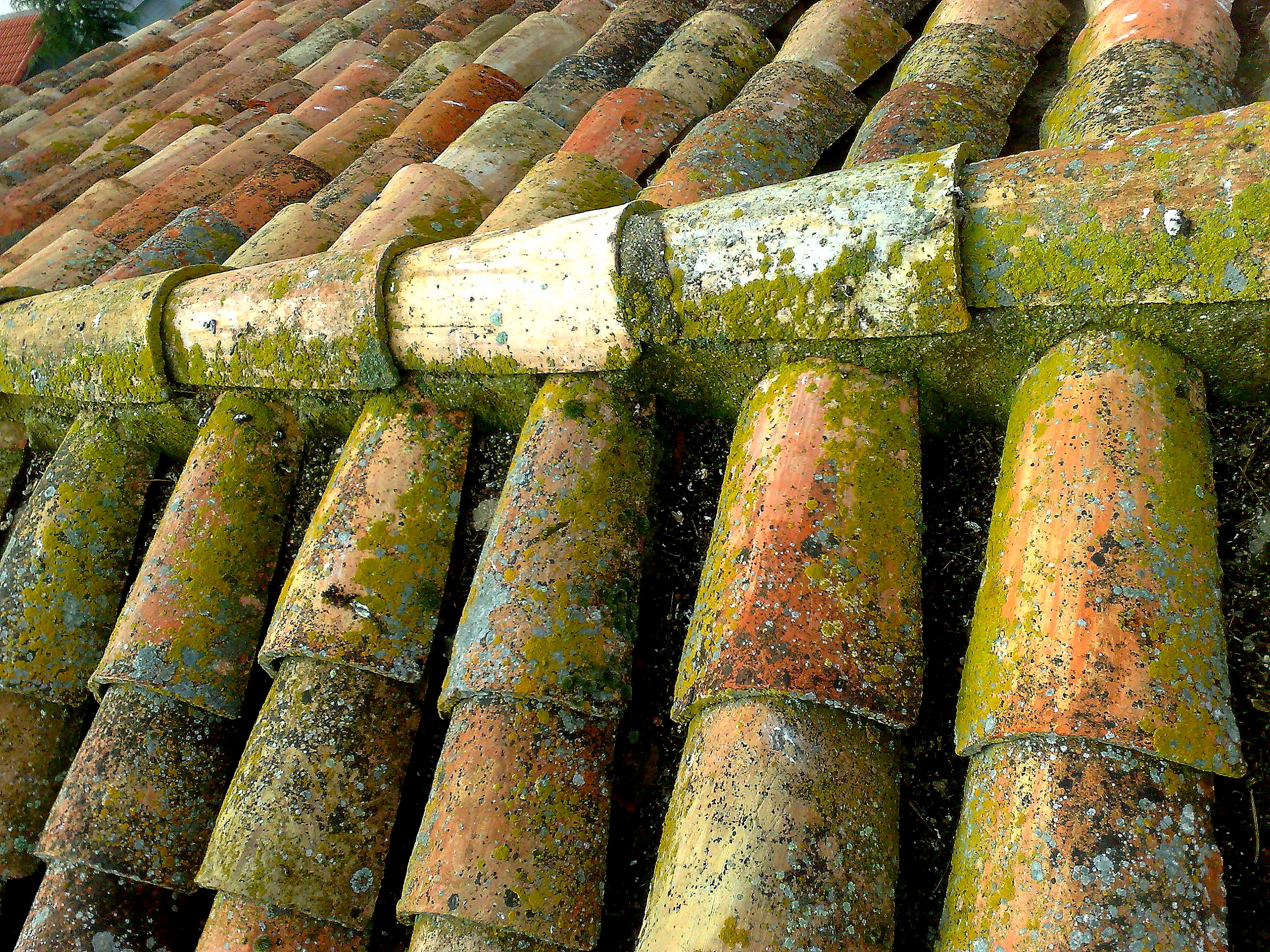
Tigle vechi.
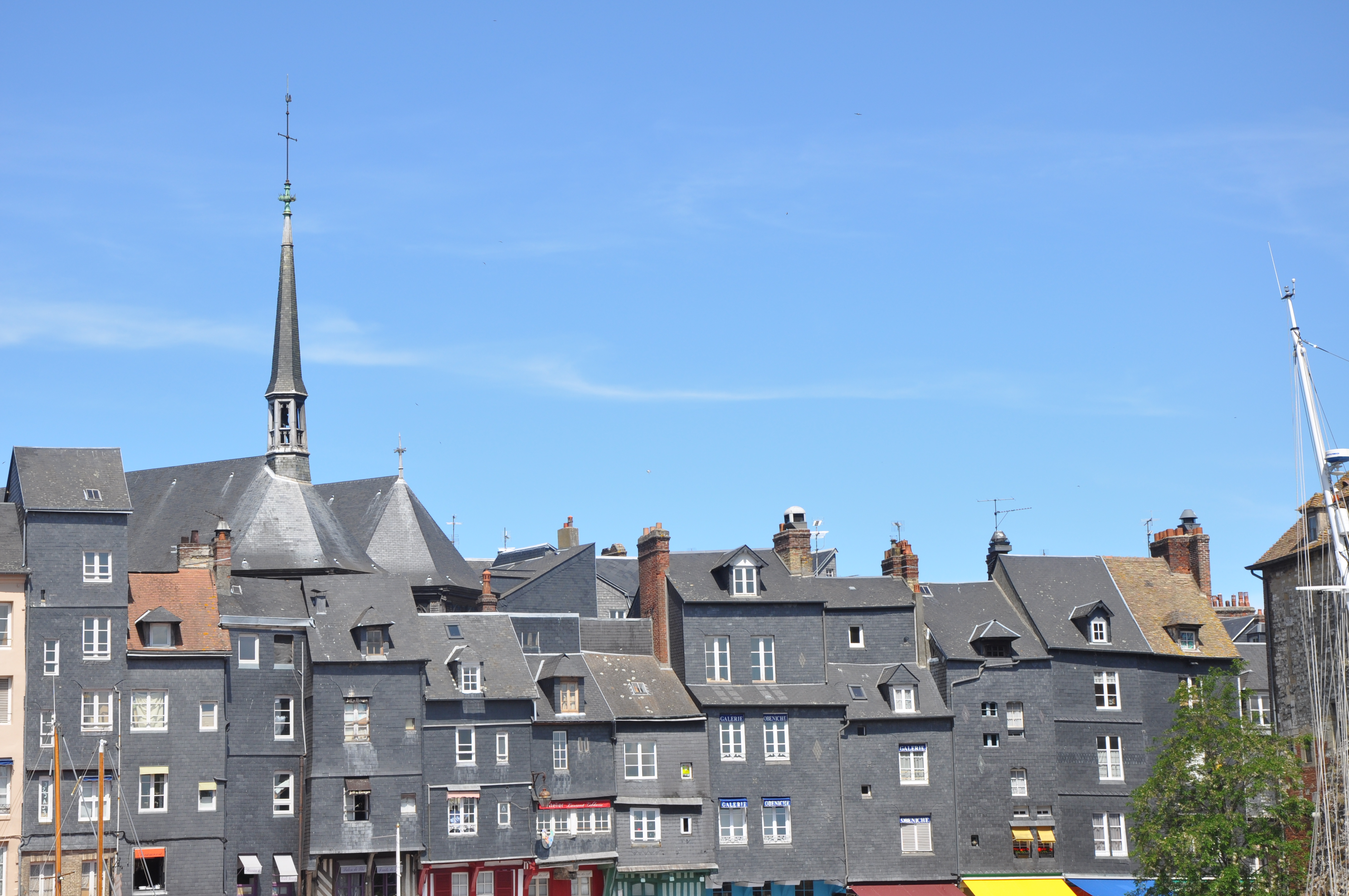
Case acoperite și placate cu ardezie la Honfleur, în Franța.
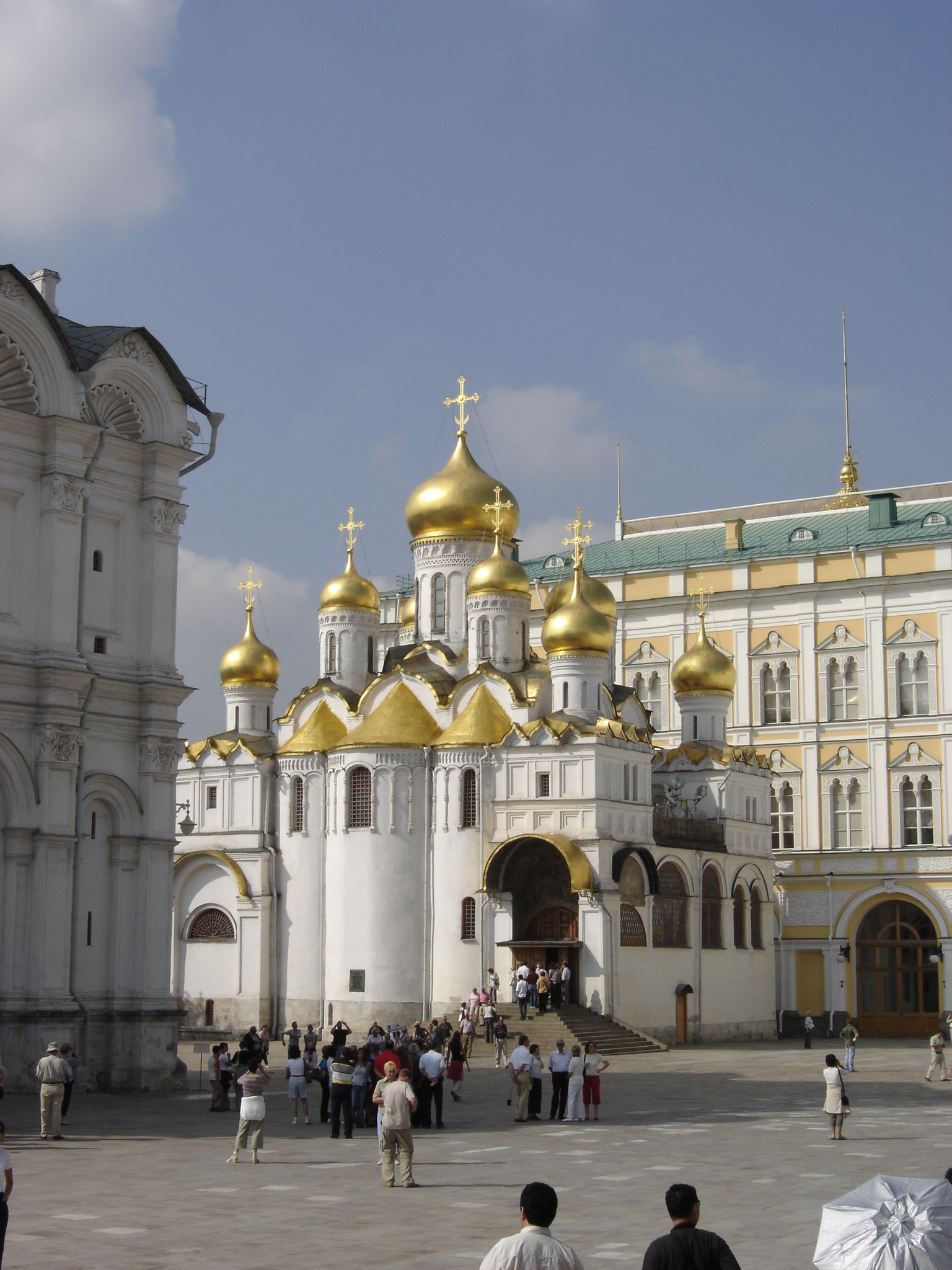
Acoperiș din aur, la Catedrala Bunavestire din Moscova, Federația Rusă.
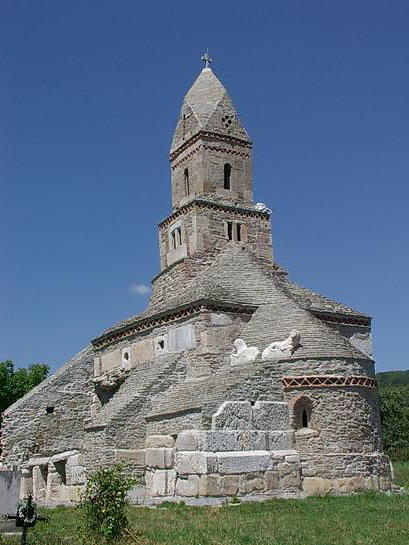
Acoperișul de piatră al Bisericii Sfântul Nicolae din Densuș, județul Hunedoara, România.